# Giro d’Italia 2009
| Endstand nach der 21. Etappe | Endstand nach der 21. Etappe | Endstand nach der 21. Etappe |
| --- | ---------------------------- | ---------------------------- |
| Erster | Denis Menschow               | 86:03:11 h (40,132 km/h)     |
| | Danilo Di Luca *             | + 00:41 min                  |
| - | Franco Pellizotti **         | + 01:59 min                  |
| Dritter | Carlos Sastre                | + 03:46 min                  |
| Vierter | Ivan Basso                   | + 03:59 min                  |
| Fünfter | Levi Leipheimer              | + 05:28 min                  |
| Sechster | Stefano Garzelli             | + 08:43 min                  |
| Siebter | Michael Rogers               | + 10:01 min                  |
| Achter | Tadej Valjavec               | + 11:13 min                  |
| Neunter | Marzio Bruseghin             | + 11:28 min                  |
| Zehnter | David Arroyo                 | + 12:50 min                  |
| Punktewertung | Danilo Di Luca *             | 170 P.                       |
| Punktewertung | Denis Menschow               | 144 P.                       |
| - | Franco Pellizotti **         | 133 P.                       |
| Dritter | Stefano Garzelli             | 133 P.                       |
| Bergwertung | Stefano Garzelli             | 061 P.                       |
| | Danilo Di Luca *             | 045 P.                       |
| Zweiter | Denis Menschow               | 041 P.                       |
| Dritter | Andrij Hrywko                | 040 P.                       |
| Nachwuchswertung | Kevin Seeldraeyers           | 86:19:26 h                   |
| Zweiter | Francesco Masciarelli        | + 02:55 min                  |
| Dritter | Francis De Greef             | + 17:03 min                  |
| Teamwertung | Astana                       | 257:48:40 h                  |
| Zweiter | Columbia-High Road           | + 24:15 min                  |
| Dritter | Serramenti PVC               | + 27:17 min                  |
| * Danilo Di Luca wurde auf Grund eines positiven Dopingtests aus den Ergebnislisten gestrichen. |                              |                              |
| ** Franco Pellizotti wurden auf Grund von Unregelmäßigkeiten in seinem Blutpass, die auf Doping hinweisen, vom Internationalen Sportgerichtshof alle Erfolge seit dem 17. Mai 2009 aberkannt. Seine Ergebnisse wurden jedoch keinen anderen Fahrern zugesprochen. |                              |                              |

Der 92. Giro d’Italia ist ein Rad-Etappenrennen, das vom 9. bis 31. Mai 2009 stattfand. Die Rundfahrt feierte in diesem Jahr ihr 100-jähriges Jubiläum.

## Streckenführung

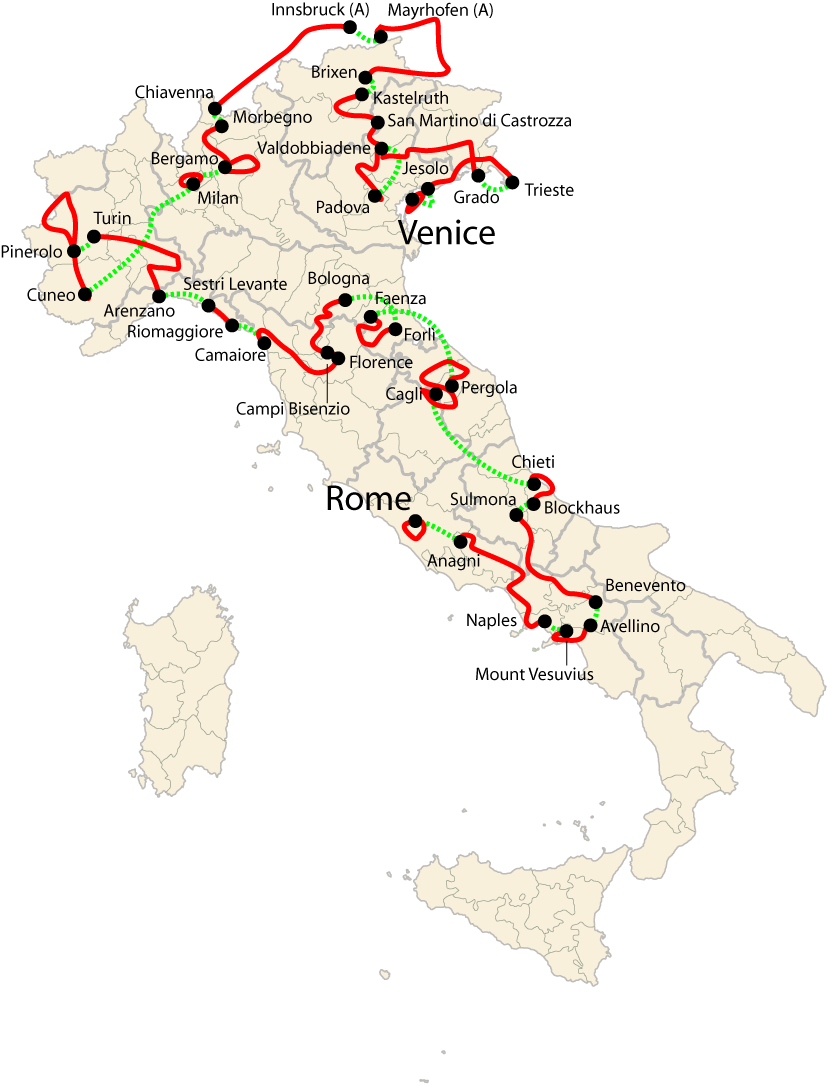
Streckenverlauf des Giro d’Italia 2009

Das Rennen startete mit einem Mannschaftszeitfahren in Venedig und endete nach insgesamt 3453,5 Kilometer zum ersten Mal seit 1950 in Rom und nicht wie üblich in Mailand, wo das Rennen seit 1990 immer endete. Jeweils eine Auslandsankunft und ein Auslandsstart stand in Österreich auf dem Etappenplan, außerdem führten zwei weitere Etappen durch die Schweiz bzw. Frankreich. Insgesamt umfasste die Rundfahrt sieben Bergetappen (davon sechs Bergankünfte), vier Mittelgebirgsetappen, sieben Flachetappen und neben dem Mannschaftszeitfahren noch zwei Einzelzeitfahren.

## Teilnehmerfeld

### Einladepraxis, wichtige Teams und Fahrer

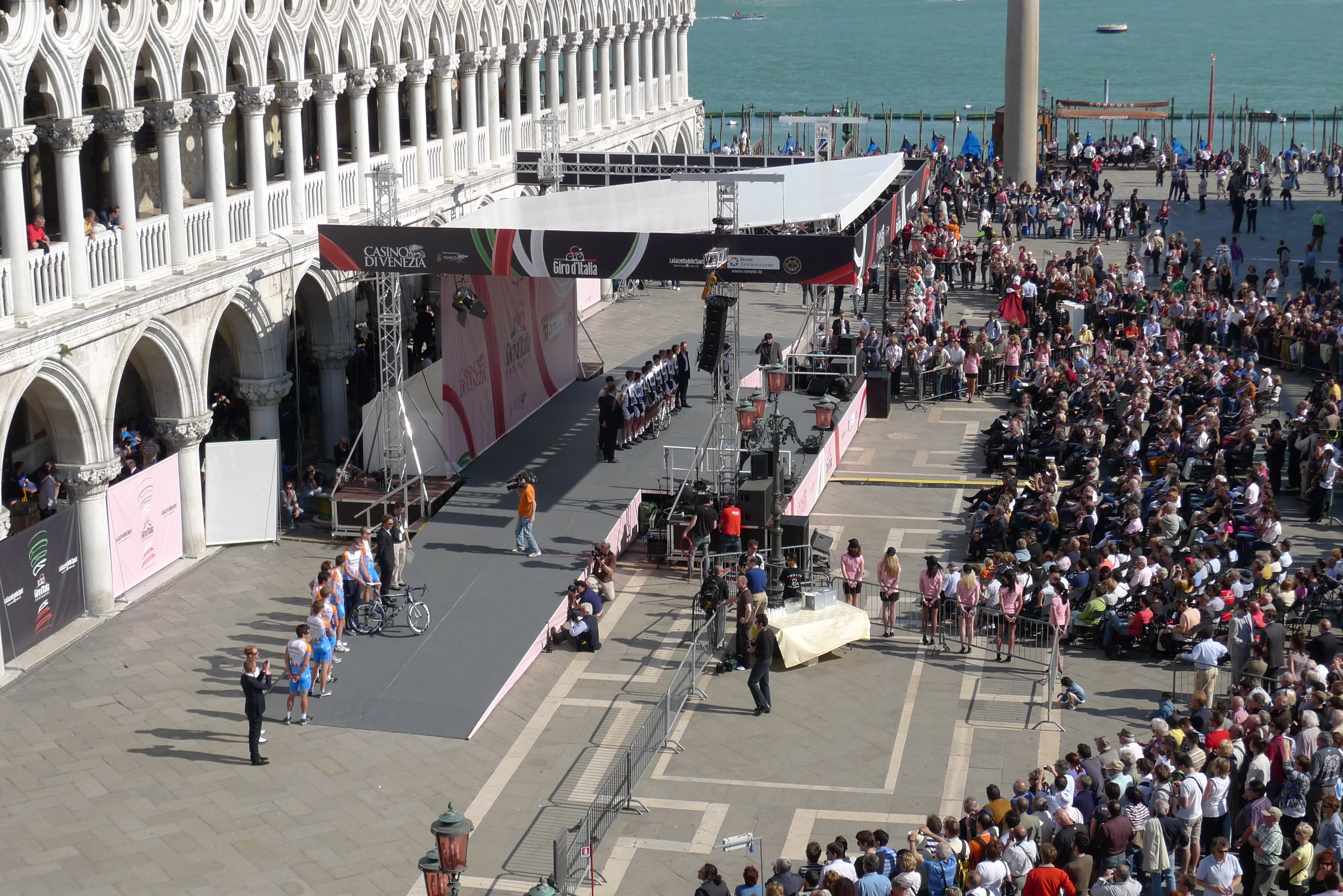
Teampräsentation in Venedig

Der Organisator RCS Sport lud anfangs 20 Teams ein, darunter 14 der 18 ProTour-Teams (die Ausnahmen waren Cofidis, Française des Jeux, Euskaltel-Euskadi und Fuji-Servetto). Am 7. April 2009 erhielt das Team Barloworld den zu diesem Zeitpunkt letzten Platz im Teilnehmerfeld. Am 24. April wurde Fuji-Servetto nachträglich eingeladen. Dafür erhielt Ceramica Flaminia, das Team vom italienischen Meister Filippo Simeoni, keine Einladung.
Alberto Contador, der Sieger 2008, war nicht dabei. Sein Teamkollege Lance Armstrong fuhr, trotz eines Schlüsselbeinbruchs bei der Vuelta a Castilla y León, seinen ersten Giro. Als weitere Gewinner von „Gran Tours“ nahmen neben dem bereits erwähnten Lance Armstrong teil: Ivan Basso, Danilo Di Luca, Damiano Cunego, Gilberto Simoni, Carlos Sastre, Stefano Garzelli und Denis Menschow.
Folgende Sprinter waren am Start: Mark Cavendish, Alessandro Petacchi, Allan Davis, Filippo Pozzato, Robert Hunter, Juan José Haedo, Tyler Farrar und Robert Förster.

→ Detaillierte Starterliste: Fahrerfeld 2009

## Etappen
| Etappe     | Typ        | Tag     | Start                    | Ziel                             | km    | Etappensieger        | Maglia Rosa         |
| ---------- | ---------- | ------- | ------------------------ | -------------------------------- | ----- | -------------------- | ------------------- |
| 01. Etappe | MZF        | 09. Mai | Lido di Venezia          | Lido di Venezia                  | 020,5 | Team Columbia        | Mark Cavendish      |
| 02. Etappe |            | 10. Mai | Jesolo                   | Triest                           | 156   | Alessandro Petacchi  | Mark Cavendish      |
| 03. Etappe |            | 11. Mai | Grado                    | Valdobbiadene                    | 198   | Alessandro Petacchi  | Alessandro Petacchi |
| 04. Etappe | Bergetappe | 12. Mai | Padua                    | San Martino di Castrozza         | 162   | Danilo Di Luca       | Thomas Lövkvist     |
| 05. Etappe | Bergetappe | 13. Mai | San Martino di Castrozza | Seiser Alm                       | 125   | Denis Menschow       | Danilo Di Luca      |
| 06. Etappe |            | 14. Mai | Brixen                   | Mayrhofen (AUT)                  | 248   | Michele Scarponi     | Danilo Di Luca      |
| 07. Etappe |            | 15. Mai | Innsbruck (AUT)          | Chiavenna                        | 242   | Edvald Boasson Hagen | Danilo Di Luca      |
| 08. Etappe |            | 16. Mai | Morbegno                 | Bergamo                          | 211   | Kanstanzin Siuzou    | Danilo Di Luca      |
| 09. Etappe |            | 17. Mai | Mailand                  | Mailand                          | 165   | Mark Cavendish       | Danilo Di Luca      |
| 1. Ruhetag | 1. Ruhetag | 18. Mai | –                        | –                                | –     | –                    | Danilo Di Luca      |
| 10. Etappe | Bergetappe | 19. Mai | Cuneo                    | Pinerolo                         | 262   | Danilo Di Luca       | Danilo Di Luca      |
| 11. Etappe |            | 20. Mai | Turin                    | Arenzano                         | 214   | Mark Cavendish       | Danilo Di Luca      |
| 12. Etappe | EZF        | 21. Mai | Sestri Levante           | Riomaggiore                      | 060,6 | Denis Menschow       | Denis Menschow      |
| 13. Etappe |            | 22. Mai | Lido di Camaiore         | Florenz                          | 175   | Mark Cavendish       | Denis Menschow      |
| 14. Etappe | Bergetappe | 23. Mai | Campi Bisenzio           | Bologna                          | 172   | Simon Gerrans        | Denis Menschow      |
| 15. Etappe |            | 24. Mai | Forlì                    | Faenza                           | 161   | Leonardo Bertagnolli | Denis Menschow      |
| 16. Etappe | Bergetappe | 25. Mai | Pergola                  | Monte Petrano (Cagli)            | 235   | Carlos Sastre        | Denis Menschow      |
| 2. Ruhetag | 2. Ruhetag | 26. Mai | –                        | –                                | –     | –                    | Denis Menschow      |
| 17. Etappe | Bergetappe | 27. Mai | Chieti                   | Blockhaus (Majella-Nationalpark) | 083   | Franco Pellizotti    | Denis Menschow      |
| 18. Etappe |            | 28. Mai | Sulmona                  | Benevento                        | 182   | Michele Scarponi     | Denis Menschow      |
| 19. Etappe | Bergetappe | 29. Mai | Avellino                 | Vesuv                            | 164   | Carlos Sastre        | Denis Menschow      |
| 20. Etappe |            | 30. Mai | Neapel                   | Anagni                           | 203   | Philippe Gilbert     | Denis Menschow      |
| 21. Etappe | EZF        | 31. Mai | Rom                      | Rom                              | 014,4 | Ignatas Konovalovas  | Denis Menschow      |

## Trikots im Tourverlauf
Beim Giro d’Italia gibt es zahlreiche Wertungen. Als Kennzeichnung des jeweils Führenden wurden für vier Wertungen Sonder-Trikots zugelassen. Die Tabelle zeigt den Träger des jeweiligen Trikots während der einzelnen Etappe bzw. den Führenden der jeweiligen Gesamtwertung am Abend des Vortags an.
| Etappe     | Rosa Trikot (Gesamtwertung) | Zyklamrotes Trikot (Punktewertung) | Grünes Trikot (Bergwertung) | Weißes Trikot (Nachwuchswertung) | Teamwertung   |
| ---------- | --------------------------- | ---------------------------------- | --------------------------- | -------------------------------- | ------------- |
| 02. Etappe | Mark Cavendish              |                                    |                             | Mark Cavendish                   | Team Columbia |
| 03. Etappe | Mark Cavendish              | Alessandro Petacchi                | David García                | Mark Cavendish                   | Team Columbia |
| 04. Etappe | Alessandro Petacchi         | Alessandro Petacchi                | Mauro Facci                 | Tyler Farrar                     | Team Columbia |
| 05. Etappe | Thomas Lövkvist             | Alessandro Petacchi                | Danilo Di Luca              | Thomas Lövkvist                  | Team Columbia |
| 06. Etappe | Danilo Di Luca              | Alessandro Petacchi                | Danilo Di Luca              | Thomas Lövkvist                  | Team Astana   |
| 07. Etappe | Danilo Di Luca              | Danilo Di Luca                     | Danilo Di Luca              | Thomas Lövkvist                  | Team Astana   |
| 08. Etappe | Danilo Di Luca              | Danilo Di Luca                     | Danilo Di Luca              | Thomas Lövkvist                  | Team Columbia |
| 09. Etappe | Danilo Di Luca              | Danilo Di Luca                     | Danilo Di Luca              | Thomas Lövkvist                  | Team Columbia |
| 10. Etappe | Danilo Di Luca              | Danilo Di Luca                     | Danilo Di Luca              | Thomas Lövkvist                  | Team Columbia |
| 11. Etappe | Danilo Di Luca              | Danilo Di Luca                     | Stefano Garzelli            | Thomas Lövkvist                  | Team Astana   |
| 12. Etappe | Danilo Di Luca              | Danilo Di Luca                     | Stefano Garzelli            | Thomas Lövkvist                  | Team Astana   |
| 13. Etappe | Denis Menschow              | Danilo Di Luca                     | Stefano Garzelli            | Thomas Lövkvist                  | Team Astana   |
| 14. Etappe | Denis Menschow              | Danilo Di Luca                     | Stefano Garzelli            | Thomas Lövkvist                  | Team Astana   |
| 15. Etappe | Denis Menschow              | Danilo Di Luca                     | Stefano Garzelli            | Thomas Lövkvist                  | Team Astana   |
| 16. Etappe | Denis Menschow              | Danilo Di Luca                     | Stefano Garzelli            | Thomas Lövkvist                  | Team Astana   |
| 17. Etappe | Denis Menschow              | Danilo Di Luca                     | Stefano Garzelli            | Kevin Seeldraeyers               | Team Astana   |
| 18. Etappe | Denis Menschow              | Danilo Di Luca                     | Stefano Garzelli            | Kevin Seeldraeyers               | Team Astana   |
| 19. Etappe | Denis Menschow              | Danilo Di Luca                     | Stefano Garzelli            | Kevin Seeldraeyers               | Team Astana   |
| 20. Etappe | Denis Menschow              | Danilo Di Luca                     | Stefano Garzelli            | Kevin Seeldraeyers               | Team Astana   |
| 21. Etappe | Denis Menschow              | Danilo Di Luca                     | Stefano Garzelli            | Kevin Seeldraeyers               | Team Astana   |
| Sieger     | Denis Menschow              | Danilo Di Luca                     | Stefano Garzelli            | Kevin Seeldraeyers               | Team Astana   |

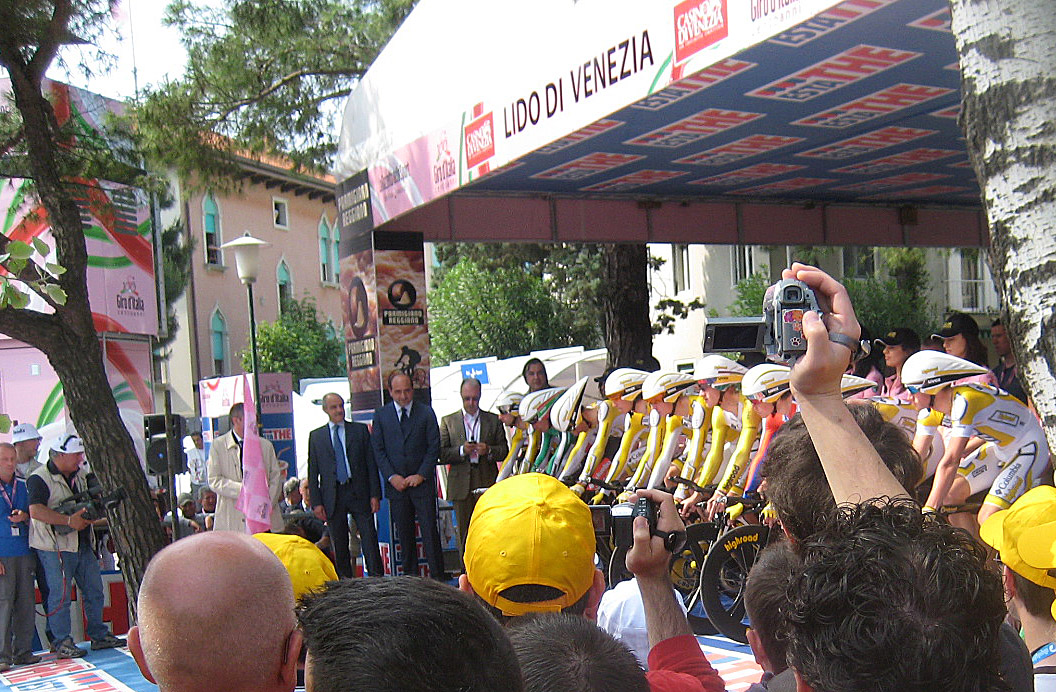
Das Team Columbia-High Road gewann das Mannschaftszeitfahren und feierte noch fünf weitere Etappenerfolge

Führte ein Fahrer gleichzeitig mehr als eine Wertung an, so trug der Nächstplatzierte stellvertretend ein Trikot:
- 2. Etappe: Edvald Boasson Hagen trug das Weiße Trikot.
- 3. Etappe: Thomas Lövkvist trug das Weiße Trikot.
- 4. Etappe: Tyler Farrar trug das Zyklamrote Trikot, Thomas Lövkvist das Weiße Trikot.
- 5. Etappe: John-Lee Augustyn trug das Weiße Trikot.
- 6. Etappe: Denis Menschow trug das Grüne Trikot.
- 7. und 8. Etappe: Alessandro Petacchi trug das Zyklamrote Trikot, Denis Menschow das Grüne Trikot.
- 9. und 10. Etappe: Edvald Boasson Hagen trug das Zyklamrote Trikot, Stefano Garzelli das Grüne Trikot.
- 11. und 12. Etappe: Edvald Boasson Hagen trug das Zyklamrote Trikot.

## Trivia
Das Jubiläums-Maglia rosa wurde vom Designer-Duo Dolce & Gabbana entworfen und bei der offiziellen Streckenpräsentation vorgestellt.